# أكاديمية فيليبس إكستر
أكاديمية فيليبس إكستر هي مدرسة مستقلة مختلطة تُعِد الطلاب للمرحلة الجامعية في إكستر، نيوهامبشاير. تأسست عام 1781، وتُعد سادس أقدم مدرسة داخلية في الولايات المتحدة. تستقبل حوالي 1100 طالب داخلي ونهاري من الصف التاسع حتى الثاني عشر، إضافة إلى طلاب الدراسات ما بعد الثانوية.
تُصنَّف إكستر بين أغنى المدارس الداخلية في البلاد، حيث تمتلك وقفًا ماليًا قدره 1.6 مليار دولار حتى يونيو 2024، وتضم أكبر مكتبة مدرسية ثانوية في العالم. تقبل الأكاديمية الطلاب دون النظر إلى قدرتهم المالية، وتقدم تعليمًا مجانيًا لمن لا يتجاوز دخل أسرهم 125,000 دولار سنويًا. يضم سجل خريجيها شخصيات بارزة، مثل الرئيس الأمريكي فرانكلين بيرس، والسيناتور دانيال ويبستر، ومؤسس فيسبوك مارك زوكربيرغ، بالإضافة إلى ثلاثة حاصلين على جائزة نوبل.

## التاريخ

### الأصول
أنشأ جون وإليزابيث فيليبس أكاديمية فيليبس إكستر عام 1781، حيث كانا من أبرز شخصيات إكستر، نيوهامبشاير. تُعد الأكاديمية سادس أقدم مدرسة داخلية في الولايات المتحدة.
حصل جون فيليبس على شهاداته من كلية هارفارد ووصل إلى إكستر شابًا عام 1741 ليعمل مدرسًا في البداية. جمع ثروته من التجارة والأعمال المصرفية، وحقق نفوذًا سياسيًا من خلال مناصب مثل مستشار الحاكم الاستعماري، وقاضٍ في المحكمة الدورية، ونائب منتخب، وضابط رفيع في الميليشيا خلال السنوات التي سبقت الثورة الأمريكية. في عام 1778، دعم ماليًا ابن أخيه صموئيل فيليبس جونيور عندما أسس أكاديمية فيليبس في أندوفر، ماساتشوستس، على بُعد 40 ميلًا تقريبًا. أدى هذا الارتباط العائلي إلى نشوء تنافس تاريخي وودي بين المدرستين. نصّ ميثاق تأسيس إكستر على أن تكون الأكاديمية "مفتوحة دائمًا للشباب المؤهلين من أي مكان".
استفادت الأكاديمية من تبرعات أخرى إلى جانب مساهمات جون فيليبس. تزوج فيليبس سابقًا من سارة جيلمان، أرملة ناثانيال جيلمان، ابن عمه الثري، مما مكّنه من تمويل الأكاديمية بعد وراثة ثروتها الكبيرة. ساهمت عائلة جيلمان أيضًا بمنح أراضٍ للأكاديمية، بما في ذلك منح الحاكم جون تايلور جيلمان عام 1793 لمنطقة "ذا يارد"، أقدم جزء في الحرم المدرسي. ضمّت أول دفعة طلابية عام 1783 سبعة أفراد من عائلة جيلمان. في عام 1814، أوصى نيكولاس جيلمان، أحد موقعي الدستور الأمريكي، بتخصيص 1,000 دولار للأكاديمية لدعم تدريس الموسيقى الدينية.

### المبنى الأول

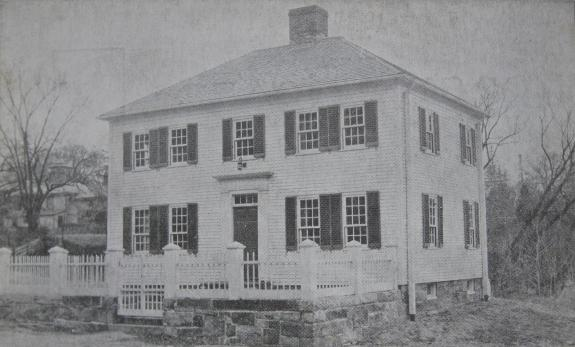
مبنى الأكاديمية الأول عام 1910.

افتُتحت الأكاديمية في أول مبنى مدرسي لها، "مبنى الأكاديمية الأول"، الذي أُقيم في شارع تان عام 1783، ولا يزال قائمًا بالقرب من موقعه الأصلي. أُقيم حفل تدشين المبنى في 20 فبراير 1783، وهو نفس اليوم الذي اختير فيه ويليام وودبريدج ليكون أول مدير للأكاديمية بقرار من جون فيليبس.
أكد "عقد الهبة" الذي كتبه جون فيليبس عند تأسيس الأكاديمية على أهمية غرس القيم الأخلاقية والمعرفة في الطلاب:
"قبل كل شيء، من المتوقع أن يتجاوز اهتمام المعلمين بتكوين عقول وأخلاق الشباب تحت إشرافهم أي اهتمام آخر، إدراكًا منهم بأن الخير دون معرفة ضعيف وهش، بينما المعرفة دون خير خطيرة، وأن الجمع بينهما يكوّن أرقى الشخصيات، ويضع الأساس الأكثر ثباتًا للفائدة الإنسانية."